# Altenbeuthen
Altenbeuthen är en kommun och ort i Landkreis Saalfeld-Rudolstadt i förbundslandet Thüringen i Tyskland.
Kommunen ingår i förvaltningsgemenskapen Kaulsdorf tillsammans med kommunerna Drognitz, Hohenwarte och Kaulsdorf.